# Збараж
Зба́раж (укр. Зба́раж) — город в Тернопольском районе Тернопольской области Украины. Административный центр Збаражской городской общины. Расстояние до Тернополя — 17 км.

## Географическое положение
Город Збараж находится на берегу реки Гнезна Гнилая, выше по течению примыкает село Базаринцы, ниже по течению примыкает село Залужье.

## Население
По состоянию на 1 января 2023 года численность населения составляла ▼14 053 человека.

### Языковой состав
Родной язык населения по данным переписи 2001 года:
| Язык       | Численность, чел. | Доля     |
| ---------- | ----------------- | -------- |
| Украинский | 12 809            | 98,13 %  |
| Русский    | 218               | 1,67 %   |
| Другое     | 26                | 0,20 %   |
| Итого      | 13 053            | 100,00 % |

## История
Первое воспоминание про Збараж находится в Галицко-Волынской летописи за 1211 год. Летописный город находился там, где сейчас расположено село Старый Збараж — 3 км на запад от современного районного центра. Подтверждение этого — археологические раскопки городищ и погребений, а также находки керамики (раскопки конца XIX века).
Вновь Збараж вспоминается в конце XIV века. В 1393 году Новгород-Северский князь Дмитрий Корибут построил на месте древнерусской крепости замок. В 1434 году — замком завладел князь Фёдор Несвицкий, по приказу которого, весь город был обнесён оборонной стеной. В 1463 году — сын Фёдора Несвицкого Василий, первый начал называть себя князем Збаражским, через некоторое время князья Збаражские стали одними из больших землевладельцев Волыни.
Збараж был центром военной и судебной администрации. Замок, возникший на месте деревянного городища столетиями был твердыней, защищающей население от татарских набегов, начавшихся в XIII столетии. 1474 год — замок стал центром героической обороны от татарской орды хана Айдора, управлял обороной князь Василий Збаражский. Ему не удалось удержать крепость и она была уничтожена.
Позже крепость отстраивается. В то время Збараж был центром удельного княжества, где сосредоточилось управление большими территориями южных регионов Волыни. На север от крепости был монастырь Святого Онуфрия.

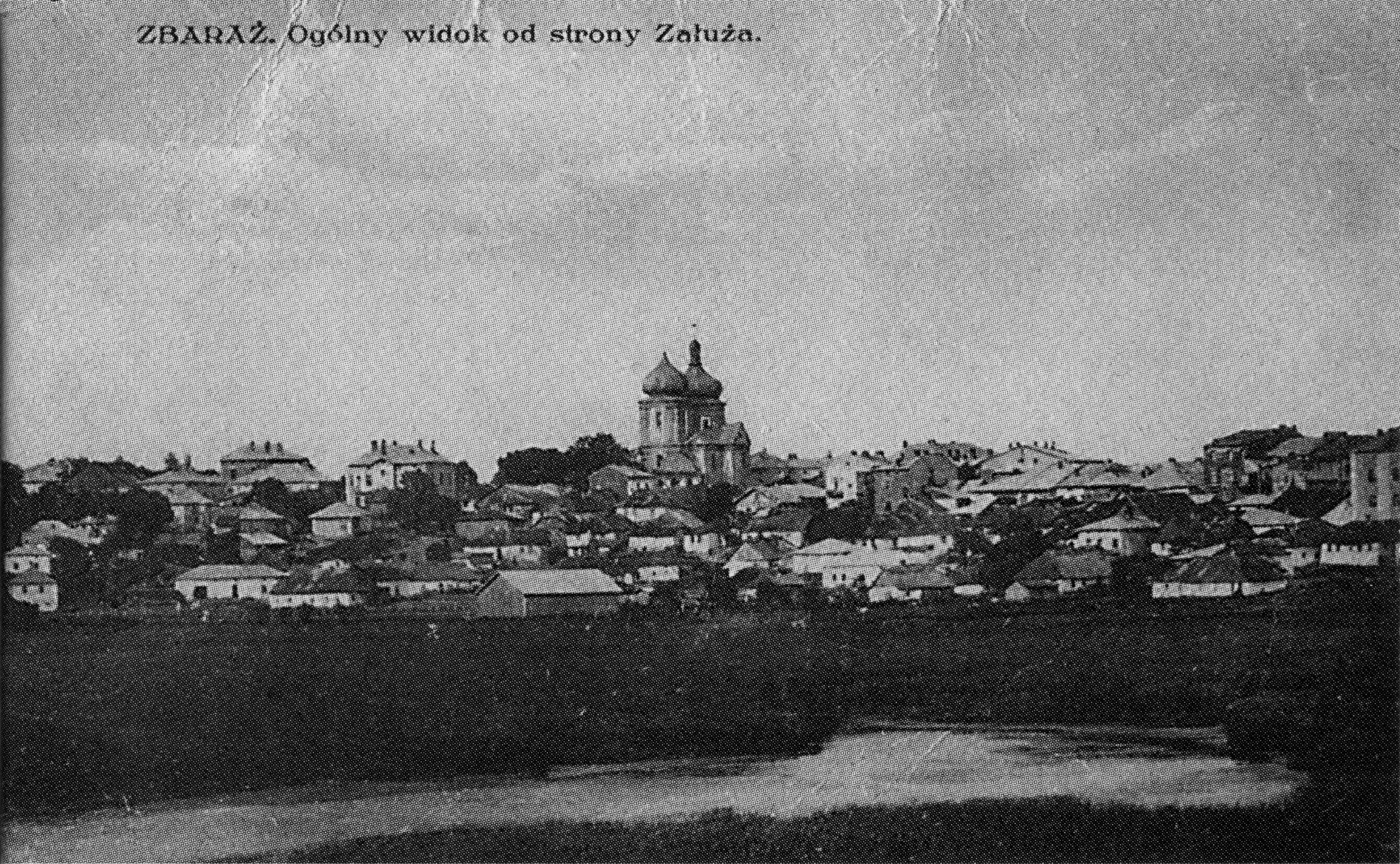
Збараж, 1925 год

Со второй половины 16 столетия, отстроенный замок, вновь становится ареной битв с татарами (1558, 1567, 1572, 1588, 1589 гг.). В 1598 была полностью уничтожена крепость.
Новый Збараж возник восточнее от разрушенной крепости.
В 1626—1631 был построен Збаражский замок.
1627 год — начало строительства монастыря францисканцев (бернардинов) с костёлом, основателем которого был князь Юрий Збаражский. Строительство всего комплекса завершилось в 1650-х годах, усилиями Януша Антония Вишневецкого и его жены Евгении. Окончательно ансамбль замковых сооружений сформировался в 1630-х годах, когда город перешёл в правление князей Вишневецких.
Во время восстания Хмельницкого над укреплением крепости работали Себастьян Андерс и Николя Дюбуа.
Летом 1649 года казаки и крымские татары осадили Збараж, но не сумели взять город и с приближением польских войск были вынуждены отступить.
Летом 1674 года Збараж осаждали турецкие войска.
До 1772 года Збараж входил в состав Волынского воеводства Речи Посполитой, в дальнейшем вошёл в состав Австрии, в 1867 году стал центром округа.
В 1890 году Збараж являлся городом с населением 8785 человек.
После начала Первой мировой войны Збараж оказался в прифронтовой зоне. Летом 1916 года в ходе Брусиловского прорыва русские войска 7-й армии Юго-Западного фронта нанесли поражение немецкой Южной армии генерала фон Ботмера и заняли Збараж.
3 декабря 1920 года вошёл в состав Тарнопольского воеводства Польши.
1 октября 1939 года здесь началось издание местной газеты.
В ноябре 1939 года стал городом в составе Тарнопольской области.
В ходе Великой Отечественной войны, с 6 июля 1941 до 6 марта 1944, Збараж был оккупирован наступавшими немецкими войсками.
Издавна в городе жило большое еврейское население (большая община хасидов), в период немецкой оккупации было уничтожено. Во время Волынской трагедии Збараж был местом, куда стекались польские беженцы из близлежащих деревень.
В январе 1989 года численность населения составляла 13 760 человек, в это время крупнейшими предприятиями являлись сахарный завод, тарный комбинат и завод «Квантор».
В мае 1993 года Кабинет министров Украины принял решение о приватизации находившегося в городе комбикормового завода, в мае 1995 года утвердил решение о приватизации птицефабрики.
В ходе административно-территориальной реформы в Украине, в 2020 году Збаражский район был упразднён, а город стал административным центром Збаражской городской общины Тернопольского района.

## Экономика
- Завод продтоваров.
- Збаражский сахарный завод.
- ООО «KALGANOFF».
- ЗАО «Хлебозавод».
- Збаражский тарный комбинат, КП.
- Збаражский механический завод, ООО.
- Збаражский тепличный комбинат, ОАО.
- Збаражская кондитерская фабрика.

## Транспорт
Железнодорожная станция Збараж на линии Тернополь — Шепетовка Львовской железной дороги.
Также через город проходят автомобильные дороги Р-43, Т-2010.

## Объекты социальной сферы
- Школа № 1.
- Школа № 2.
- Школа № 3.
- Школа I—II ст.
- ПТУ № 25
- ДЮСШ.
- Музыкальная школа.
- Больница.

## Достопримечательности
Среди главных архитектурных памятников города:
- Церковь Христа Спасителя (1600)
- Костёл и монастырь отцов-бернардинцев (1627)
- Збаражский замок (1626—1631)
- Синагога (1537)
- Церковь Успения Пресвятой Богородицы (1755)
- Церковь Воскресения Господнего (1764)
- Церковь Святого Юрия

|                     |                       |                   |                  |                 |
| Костёл бернардинцев | Памятник Ивану Франко | Успенская церковь | Збаражский замок | Старое кладбище |

## Упоминания города в искусстве
Збараж изображён в романе Генрика Сенкевича «Огнём и мечом» (пол. Ogniem i Mieczem).
Там же снимался и польский фильм по роману Сенкевича.
Збараж — главный герой в книге Любови Гонтарук «Над Гнизною», (название реки в Збараже), а также в других её стихах и романах.

Збараже мій, моє місто розмаю, 

Ти, мов зернина з пшеничного поля! 

Де ще знайти таку землю, не знаю, 

небо, як прапор на гордих тополях! 

Любовь Гонтарук.

## Галерея

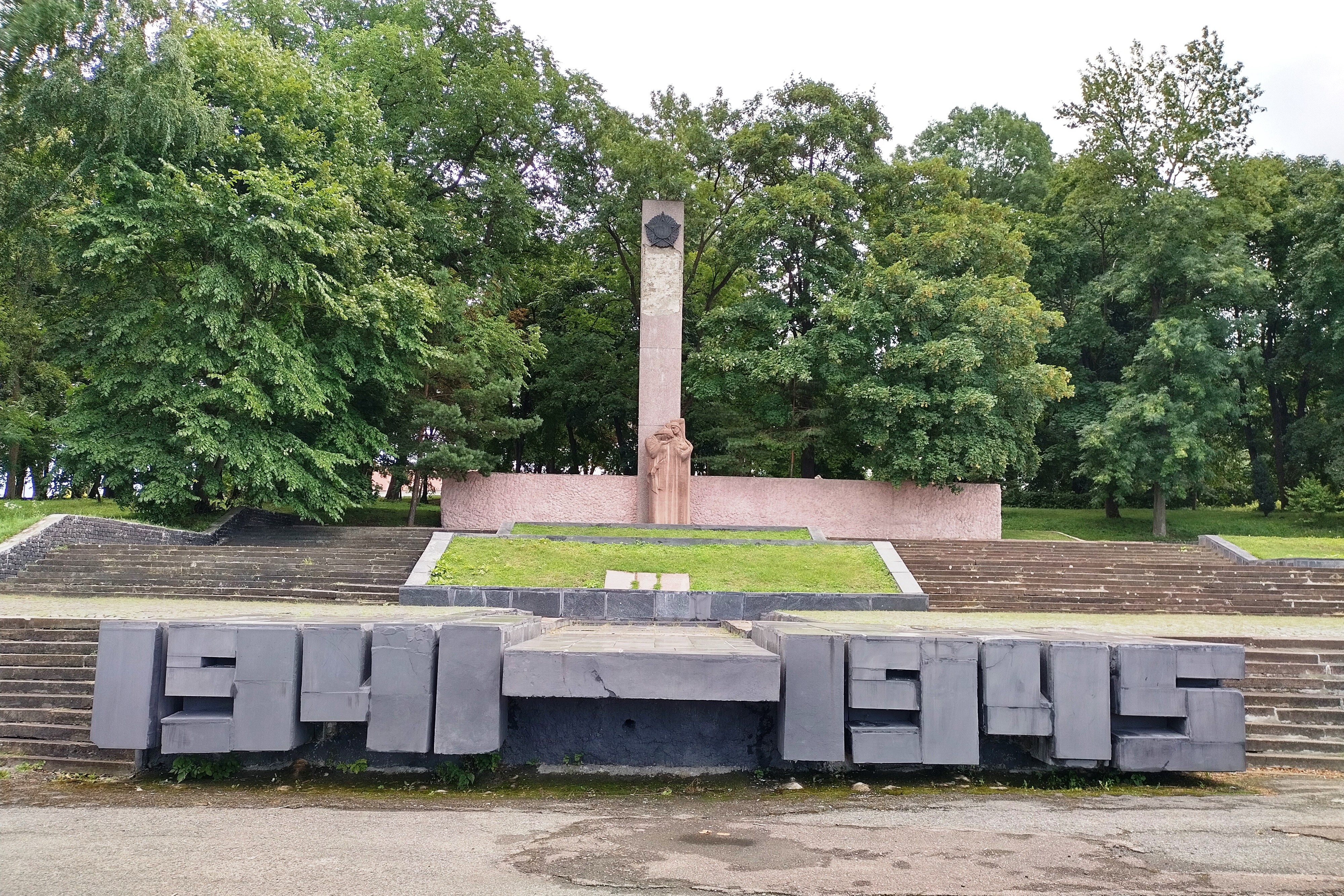
Монумент погибшим советским солдатам в годы Великой Отечественной войны 1941-1945 г.г.
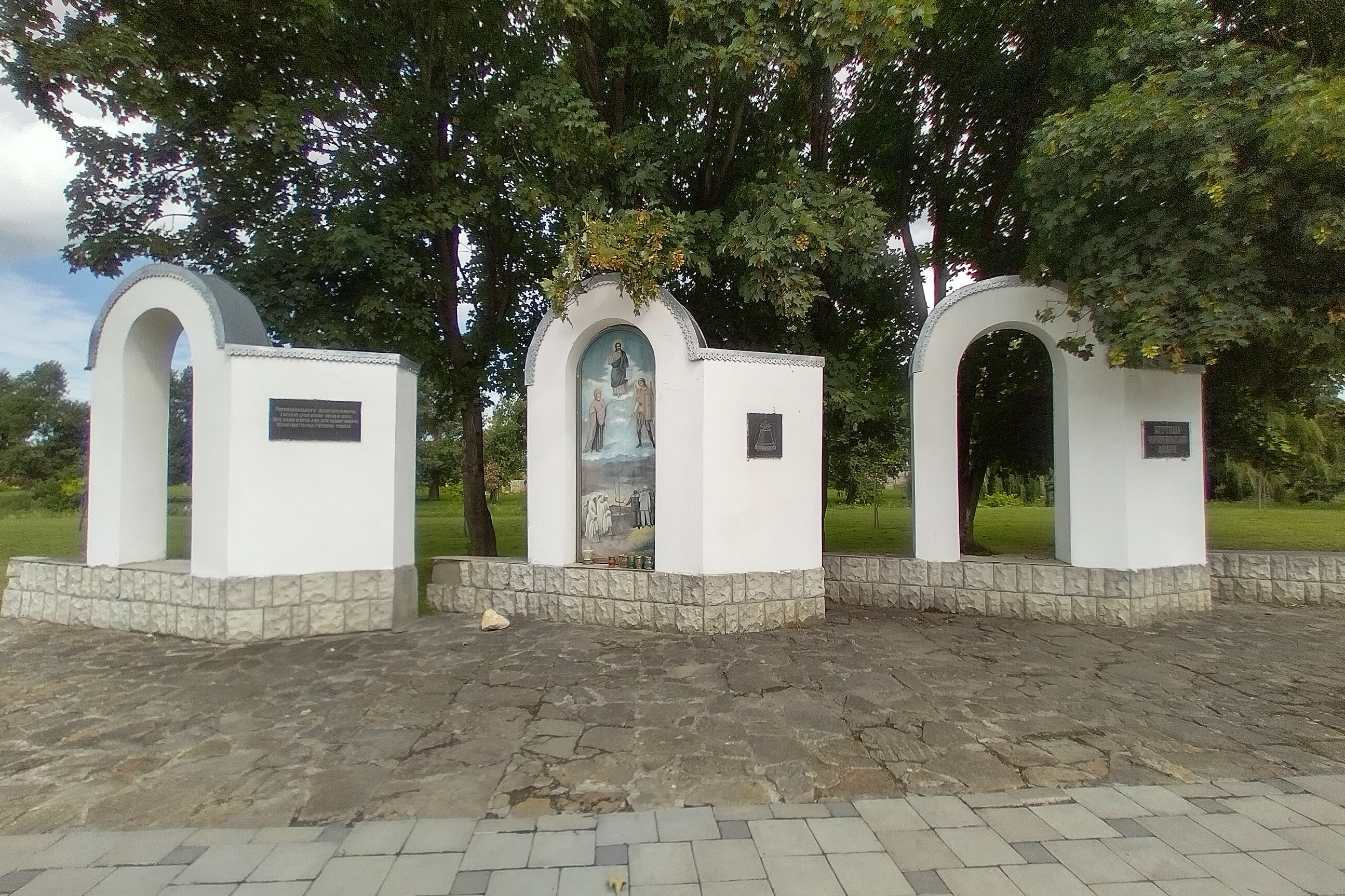
Памятник жертвам Чернобыльской катастрофы
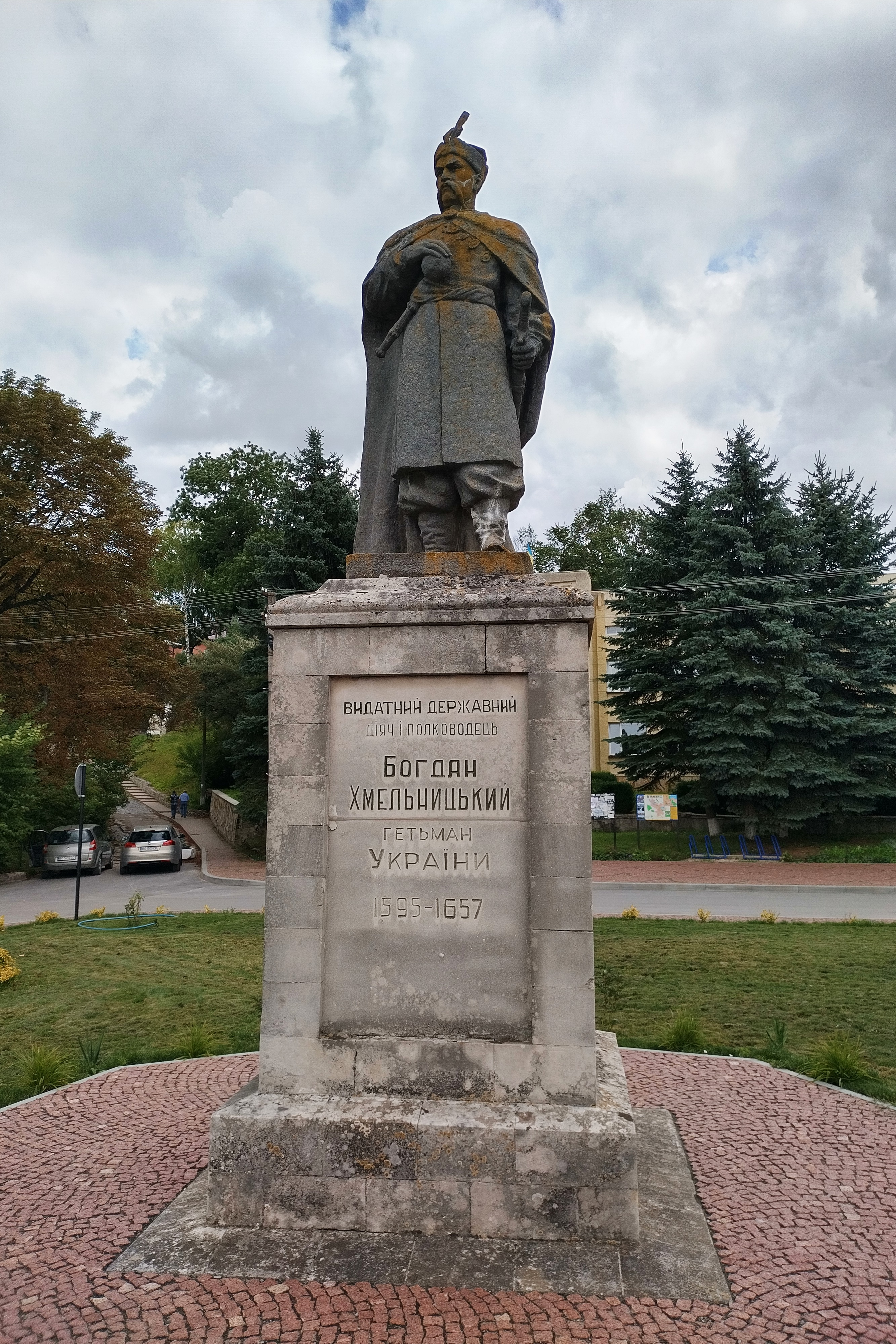
Памятник Богдану Хмельницкому
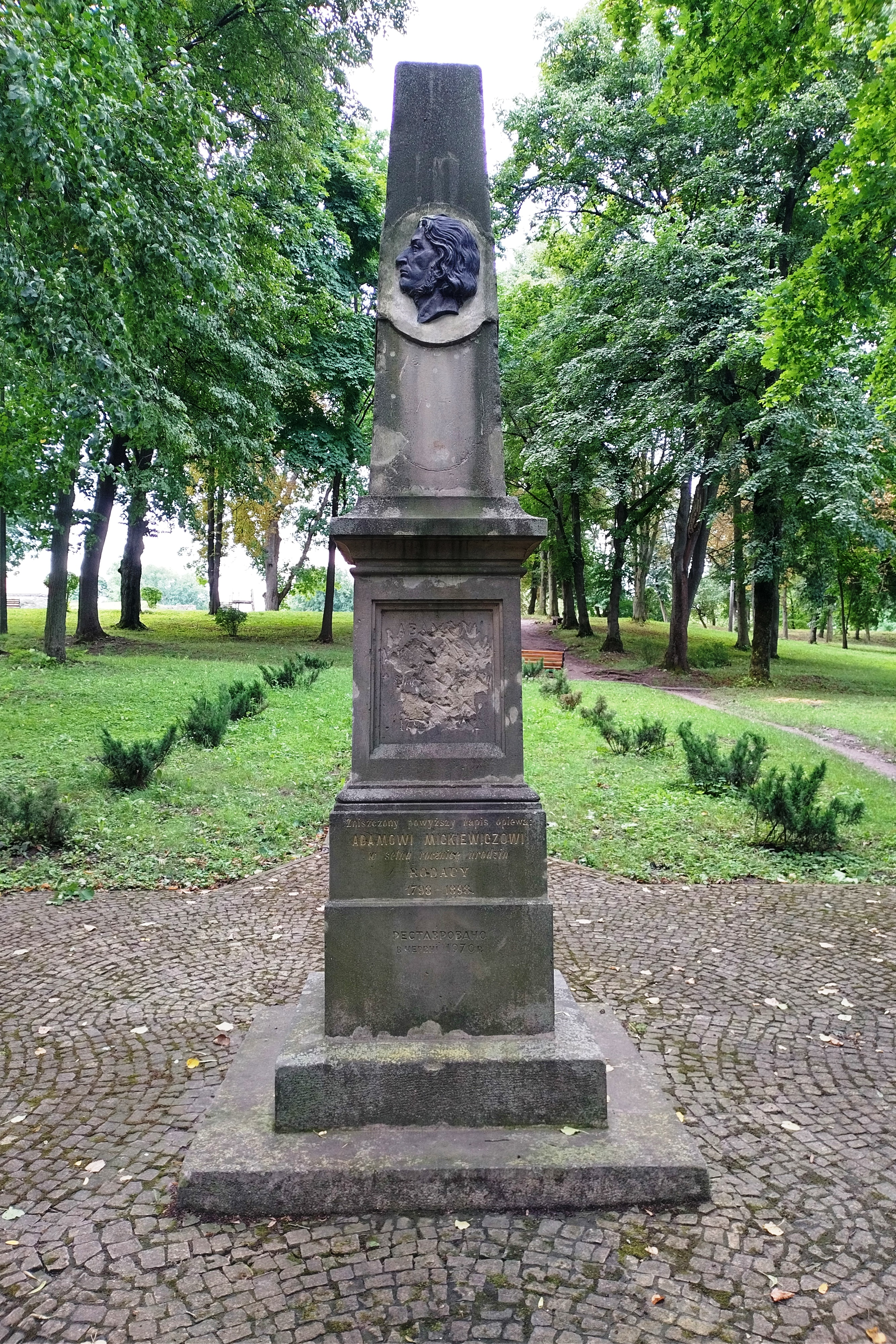
Памятник-барельеф Адаму Мицкевичу
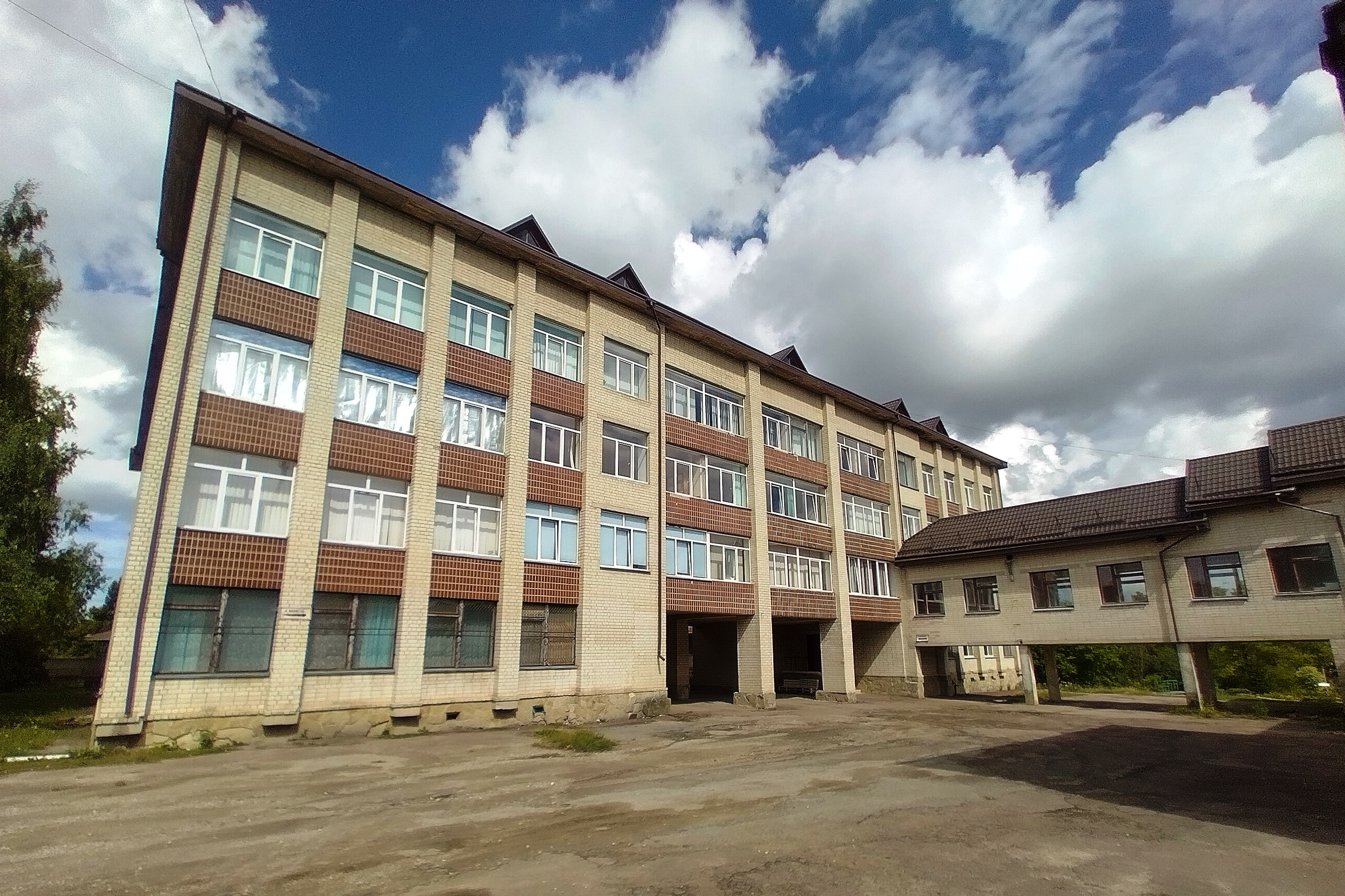
Средняя общеобразовательная школа № 2
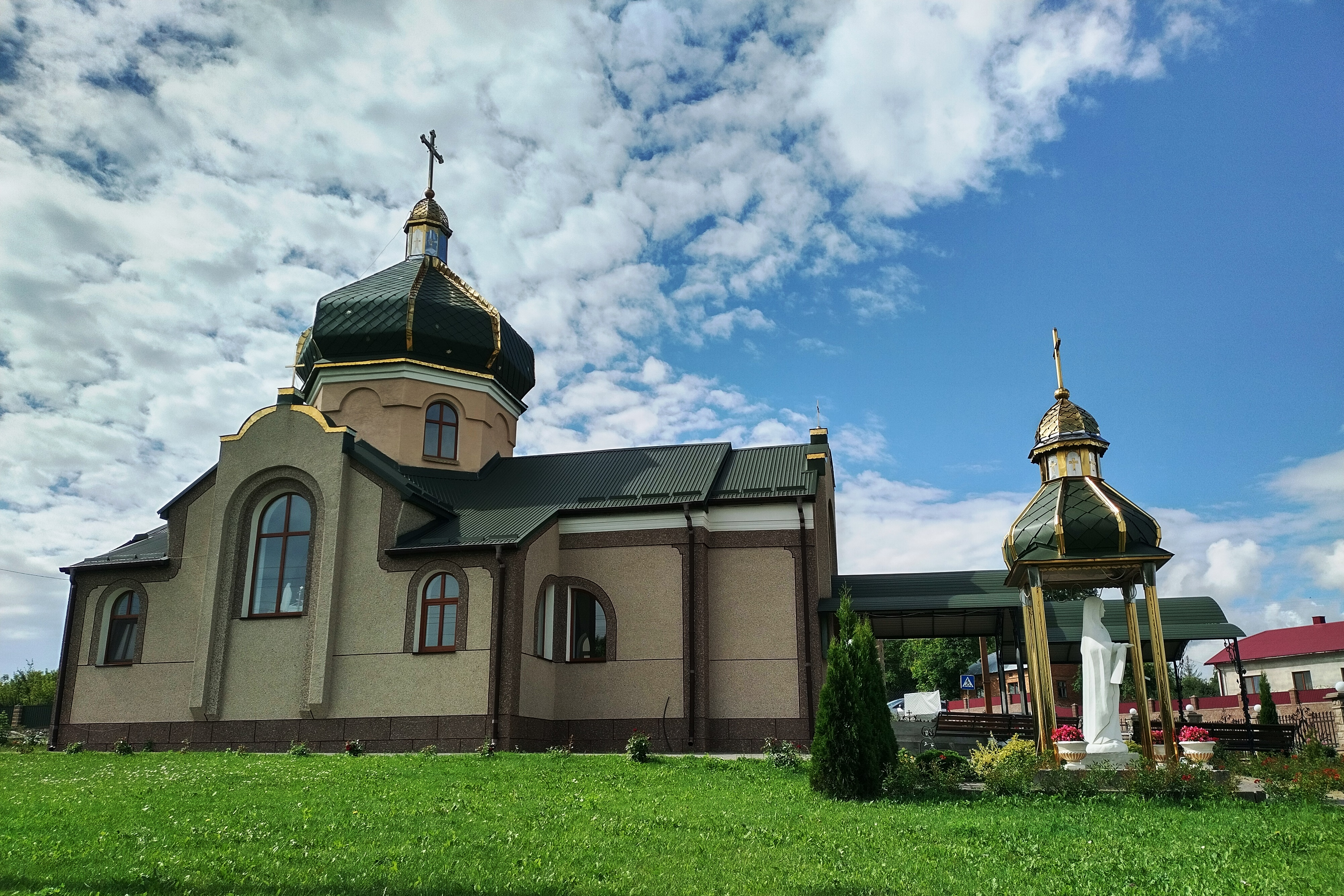
Церковь Святого Юрия
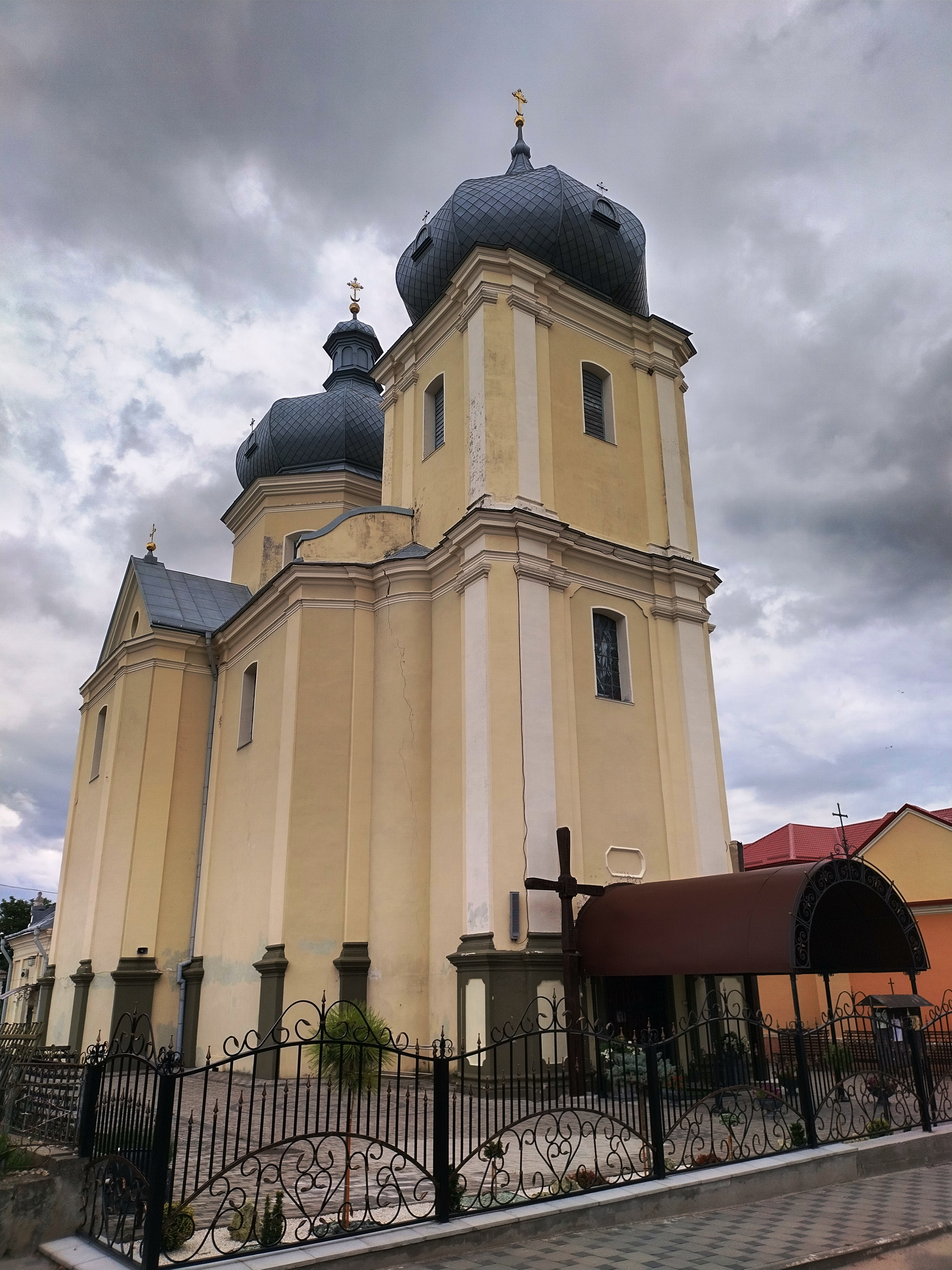
Церковь Воскресения Господнего